# Fabrice Ondoa
Joseph Fabrice Ondoa Ebogo (* 24. Dezember 1995 in Yaoundé) ist ein kamerunischer Fußballtorwart.

## Karriere

### Verein
Im Jahr 2006 trat Ondoa der Samuel Eto’o Academy bei und spielte dort bis zu seinem Wechsel zum FC Barcelona 2009. Beim FC Barcelona durchlief er bis 2014 die Jugendabteilungen des Vereins. Im Jahr 2014 gewann er mit U-19-Mannschaft des FC Barcelona die erstmals ausgetragene UEFA Youth League.
Ab der Saison 2014/15 war Ondoa Bestandteil der zweiten Mannschaft des FC Barcelonas, die in der Segunda División spielt. Ondoa gehörte zudem zum UEFA-Champions-League-Kader der Katalanen und sein Vertrag beim FC Barcelona, den er im Sommer 2014 verlängert hatte, lief bis zum Jahr 2017. Im Seniorenbereich bestritt der Torhüter allerdings nur ein Pflichtspiel für den Verein, dieses war für die Reservemannschaft am 30. August 2014 in der Ligapartie gegen CE Sabadell (3:1).
Anfang Januar 2016 wechselte Ondoa jedoch weiter in die Segunda División zu Gimnàstic de Tarragona. Dort kam er nur fünf Mal im Farmteam CF Pobla de Mafumet in der drittklassigen Segunda División B zum Einsatz. Mit diesem musste er zu Saisonende in die Tercera División absteigen.
Im August 2016 wurde er an den Zweitligisten Sevilla Atlético, die Zweitmannschaft des FC Sevilla, verliehen. Im Sommer 2017 wechselte er dann fest zu den Spaniern. Doch schon ein Jahr später unterschrieb er einen Vertrag über vier Spielzeiten beim belgischen Erstligisten KV Ostende. Von August bis Dezember 2018 und von Dezember 2019 bis Januar 2020 stand Ondoa bei insgesamt 28 Liga- und 2 Pokalspielen für Ostende im Tor.
Nachdem Ondoa in der Nacht zum 13. Dezember 2020 in seiner Wohnung eine „Lockdown“-Party veranstaltete und damit gegen die staatlichen Regelungen aufgrund der COVID-19-Pandemie verstieß, löste der KV Ostende am 15. Dezember 2020 seinen Vertrag fristlos auf. Anschließend ging er weiter zu Deportivo Alavés und wurde vor dort bis zum Saisonende an NK Istra 1961 verliehen. Obwohl er in der Liga nicht eingesetzt wurde, absolvierte Ondoa am 16. März 2021 die Viertelfinalpartie im kroatischen Fußballpokal gegen den NK Oriolik.
Nach halbjähriger Vereinslosigkeit folgte im Februar 2022 der lettische Erstligist FK Auda, bei dem er direkt zum Stammtorhüter wurde und den nationalen Pokal gewann. Die Saison 2023/24 verbrachte Ondoa dann bei Olympique Nîmes in der französischen National 1, bevor er anschließend wieder nach Lettland zum FK RFS in die Hauptstadt Riga wechselte.

### Nationalmannschaft
Nach der WM 2010 in Südafrika fand durch den Nationaltrainer Volker Finke eine Verjüngung der kamerunischen Nationalmannschaft statt und infolgedessen wurde Ondoa am 24. August 2014 zum ersten Mal in den A-Kader berufen. Im Alter von 18 Jahren, 8 Monaten und 13 Tagen durfte er am 6. September 2014 beim 2:0 gegen die Demokratische Republik Kongo in der Qualifikation zum Afrika-Cup 2015 sein Debüt feiern, für das er von Volker Finke gelobt wurde.
Am 24. Dezember 2014 gab Volker Finke bekannt, dass Ondoa gemeinsam mit seinen Teamkollegen Macky Bagnack zum kamerunischen Aufgebot für den Afrika-Cup 2015 in Äquatorialguinea gehören wird, der vom 17. Januar 2015 bis zum 8. Februar 2015 stattfand. Ondoa bestritt dort alle drei Vorrundenspiele, Kamerun schied nach der Vorrunde aus. Bei der Fußball-Afrikameisterschaft 2017 konnte er mit der Mannschaft den Titel gewinnen und kam in allen Partien zum Einsatz.
Zuletzt kam der Torhüter im Januar 2024 beim Afrika-Cup zu drei Einsätzen, Kamerun schied dabei im Achtelfinale mit 0:2 gegen Nigeria aus.

## Erfolge

### Verein
- UEFA Youth League: 2014
- Lettischer Pokalsieger: 2022

### Nationalmannschaft
- Afrika-Cup-Sieger: 2017

## Familie
Sein Cousin André Onana ist ebenfalls Fußballspieler.